# Bahnhof Gadebusch

Der Bahnhof Gadebusch an der Bahnstrecke Schwerin–Rehna in Gadebusch (Mecklenburg-Vorpommern), Bahnhof 1, wurde 1897 gebaut. In dem unter Denkmalschutz stehenden Bahnhofsgebäude befindet sich heute ein Restaurant.

## Geschichte
Der ehemalige Bahnhof ist heute nur noch Haltepunkt, sämtlich Anlagen für den Güterverkehr wurden entfernt. Der Bahnsteig wurde günstiger zur Zufahrtsstraße nordwestlich des Bahnhofsgebäudes neu als Seitenbahnsteig erbaut. Heute verkehrt hier alle zwei Stunden ein Zug der Linie RB 13 in Richtung Rehna oder Parchim über Schwerin. In der Hauptverkehrszeit wird auf einen Stundentakt verdichtet.

## Gebäude
Die ein- und dreigeschossige verputzte differenzierte Gebäudeanlage mit dem oberen Fachwerkgeschoss und dem quadratischen Türmchen sowie dem Warteraum und der Schalterhalle stammt von 1897. Das Empfangsgebäude mit Güterboden, Nebengebäude, Weichensteller- und Eisenbahnerwohnhaus wurde für die neu eröffnete eingleisige Bahnstrecke Schwerin–Rehna gebaut.
Nach der Schließung des Empfangsgebäudes wurde das Gebäude von 2010 bis 2012 saniert und umgebaut für das Restaurant Station Burgsee, das auch einen Saal hat.